# ایزیدور خاراکسی
ایزیدور خاراکسی (یونانی باستان: Ἰσίδωρος Χαρακηνός, Isídōros Kharakēnós; لاتین: Isidorus Characenus) جغرافیدان روزگار باستان است، که کتاب‌هایی در باره جغرافیای عالم باستان به زبان یونانی نوشته است. پلین در نوشته‌ها ش فراوان از او نام برده است. گمان قوی این است، که این جغرافی‌دان در سده نخست میلادی می‌زیسته است. ایستگاه‌های پارث نام کتابی است، که از او به‌جا مانده و در باره فلات ایران است. ویلفرد شاف که این کتاب را به انگلیسی ترجمه کرده است، نام خارکسی را منسوب به منطقه کرخینیا دانسته است. ترجمه او از نوشته‌های ایزیدور خاراکسی دارای بخش‌های زیر است:
- آپولونیاتیس[به لاتین ۱] (سرزمینی در میان بابل و آشور. پلین آن را میان حلوان و پارس می‌داند.)
- خلانیتس[به لاتین ۲](حلوان)
- ماد
- کامبادنا[به لاتین ۳]
- ابر ماد[به لاتین ۴]
- ماد راگیانا[به لاتین ۵](ری)
- خوارنا[به لاتین ۶]
- کُمیزنا[به لاتین ۷]
- هیرکانیا[به لاتین ۸]
- آستاونا[به لاتین ۹]
- پارثینا[به لاتین ۱۰]
- آپاوارتیکنا[به لاتین ۱۱]
- مارگیانا[به لاتین ۱۲]
- آریا[به لاتین ۱۳]
- آناوا[به لاتین ۱۴]
- زرنگیا[به لاتین ۱۵]
- سکاستانا[به لاتین ۱۶]
- آراخُزیا[به لاتین ۱۷]

 در آبخوستی در شاخاب پارس مروارید فراوان یافته می‌شود. پیرامون آبخوست سوار بر کَلَک‌های نیین تا ژرفای ۲۰ متری فرومی‌روند و صدف‌هایی دوپوسته برمی‌آورند. ایشان می‌گویند که هر گاه تندر و آذرخش بزند و باران فراوان ببارد، صدف‌ها نوترین مرواریدها را بار می‌آورند و ایشان بهترین و درشت‌ترین مرواریدها را می‌گیرند. صدف‌ها در زمستان لای چال‌های کف دریا فرومی‌روند، اما شب‌های تابستان را با دهان باز شناور اند و روزها دهان می‌بندند.— ایستگاه‌های پارث

## یادداشت
1. ↑  Apolloniatis
2. ↑   Chalonitis
3. ↑  Cambadena
4. ↑  Upper Media
5. ↑  Media Rhagiana
6. ↑  Choarena
7. ↑  Comisena
8. ↑  Hyrcania
9. ↑  Astauena
10. ↑  Parthyena
11. ↑  Apauarticena
12. ↑  Margiana
13. ↑  Aria
14. ↑  Anaua
15. ↑  Zarangiana
16. ↑  Sacastana
17. ↑  Arachosia

## پانوشت
1. ↑  https://www.parthia.com/doc/parthian_stations.htm

## منبع
- PARTHIAN STATIONS
- https://en.wikipedia.org/w/index.php?title=Isidore_of_Charax&oldid=690900482